# 桶形小舟梭螺
桶形小舟梭螺（学名：Cymbovula cylindrica）为梭螺科小舟梭螺属的动物。在中国大陆，分布于广东大陆沿岸、海南岛等地。该物种的模式产地在海南岛莺歌海、广东海丰。